# Xiurenbagrus
Xiurenbagrus is een geslacht van straalvinnige vissen uit de familie van slanke meervallen (Amblycipitidae). De wetenschappelijke naam van het geslacht is voor het eerst geldig gepubliceerd in 1995 door Chen & Lundberg.

## Soorten
De volgende soorten zijn het geslacht ingedeeld:
- Xiurenbagrus gigas Zhao, Lan & Zhang, 2004[3]
- Xiurenbagrus xiurenensis (Yue, 1981)[4]
- Xiurenbagrus dorsalis Xiu, Yang & Zheng[5]